# Réserve marine de Cabo Tiñoso
Le  Réserve marine de Cabo Tiñoso (en espagnol : Reserva Marina de Interés Pesquero de Cabo Tiñoso) est une aire marine protégée créée dans la Région de Murcie en 2016. Elle fait partie de la ville  Carthagène, dans la Province de Murcie,.
Cette réserve marine est un site d'importance communautaire (SIC) du réseau Natura 2000 définies par la Convention de Ramsar pour le développement des cycles biologiques de nombreuses espèces qui l'utilisent tant dans leurs migrations que dans leur nidification ou hivernage.

## Description
La zone de Cabo Tiñoso-La Azohía abrite la flore et la faune les mieux conservées du littoral immergé de la région de Murcie, avec une très grande diversité d'espèces, des communautés sous-marines au développement optimal, et des paysages d'une beauté et d'une valeur extraordinaires avec des reliefs abrupts de falaises de calcaire et de dolomie du Trias qui s'étendent des profondeurs de la mer jusqu'à des hauteurs comprises entre 20 et 200 mètres.
Elle couvre une superficie de près de 1 200 hectares. Elle a été déclarée réserve marine par l'Instituto Español de Oceanografía (es) et le Ministère de l'Agriculture le 27 juillet 2016. 

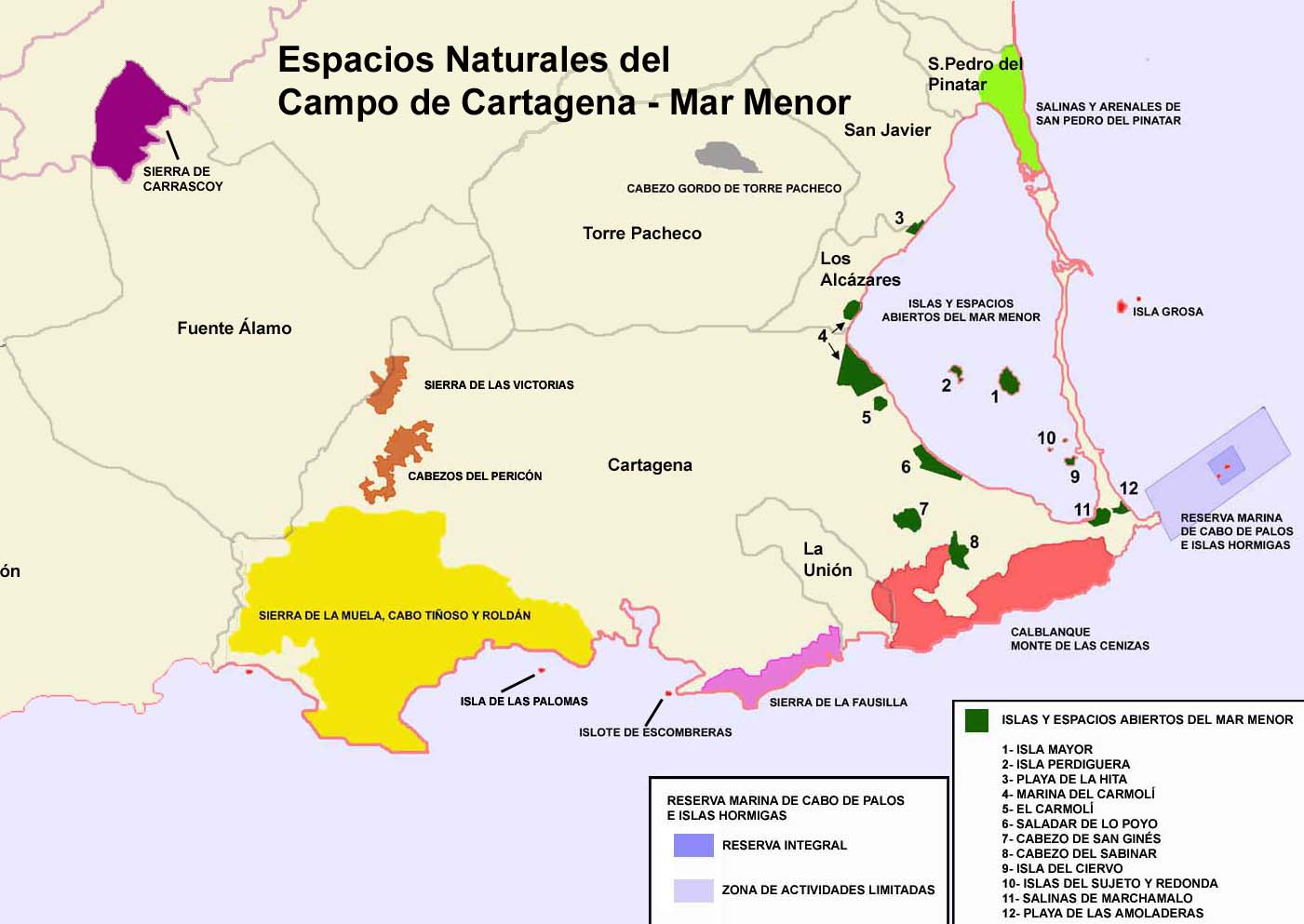
Les espaces protégés autour de Carthagène.

Au bout du cap se trouve le phare de Cabo Tiñoso.

## Faune et flore
Ces paysages naturels forment un cadre d'une grande valeur écologique pour la présence d'habitats et d'espèces, tels que des grottes sous-marines, des fonds rocheux et des herbiers marins. À Cabo Tiñoso spécifiquement, la posidonie de Méditerranée (Posidonia oceanica) sert de substrat pour les espèces liées à la côte, en plus d'attirer des espèces pélagiques telles que les meuniers et les barracudas. 
Les fonds marins de maërl sont caractéristiques et se distinguent les populations d'oiseaux marins comme l'océanite cul-blanc et le puffin cendré. De plus, c'est un espace unique qui est essentiel à la conservation du grand dauphin et de la tortue caouanne, ainsi qu'à la présence d'autres cétacés comme le globicéphale noir, du dauphin bleu et blanc, ou aux passages saisonniers des rorquals communs et des cachalots.

## Galerie

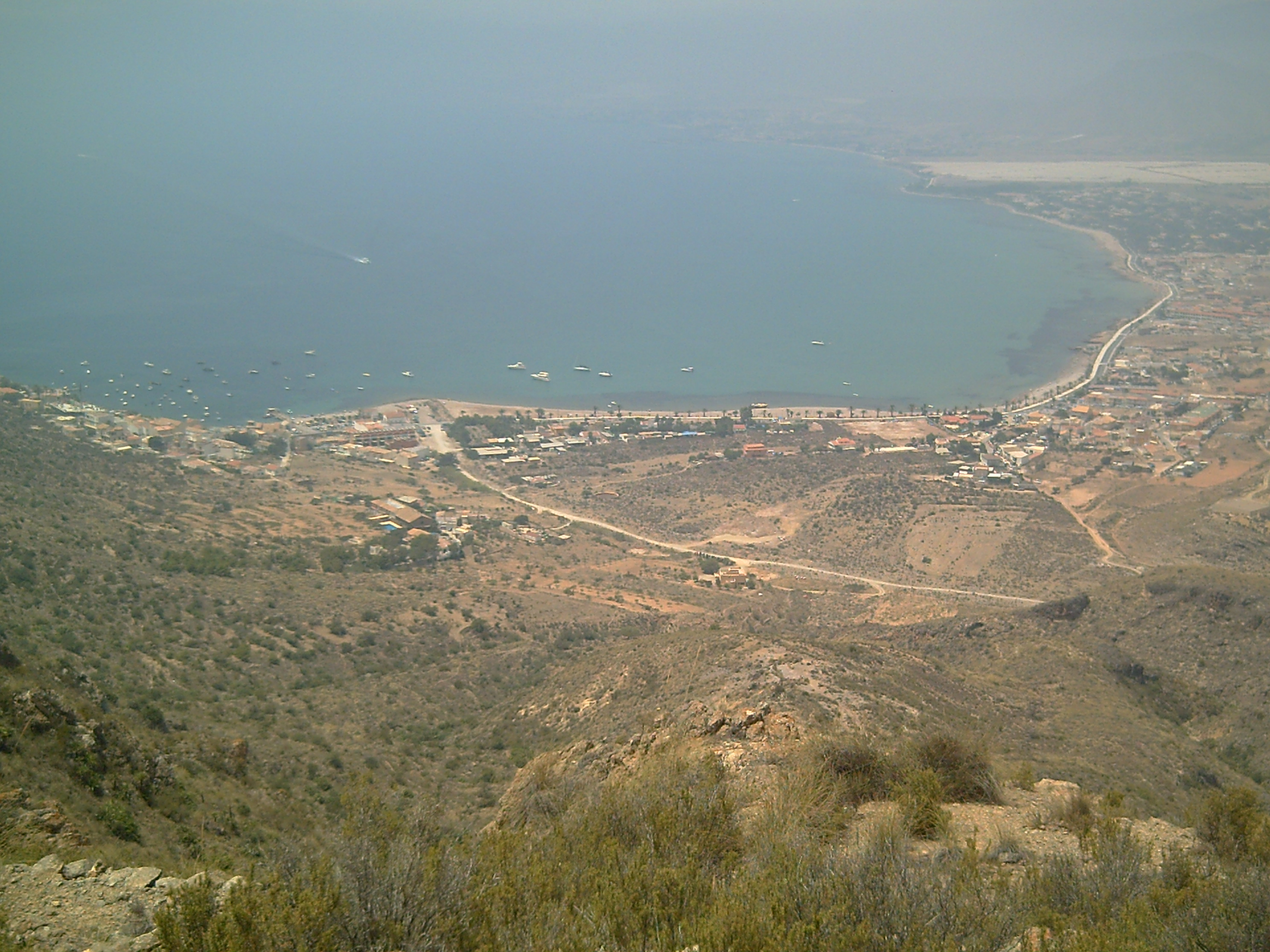
Vue de Cabo Tiñoso.
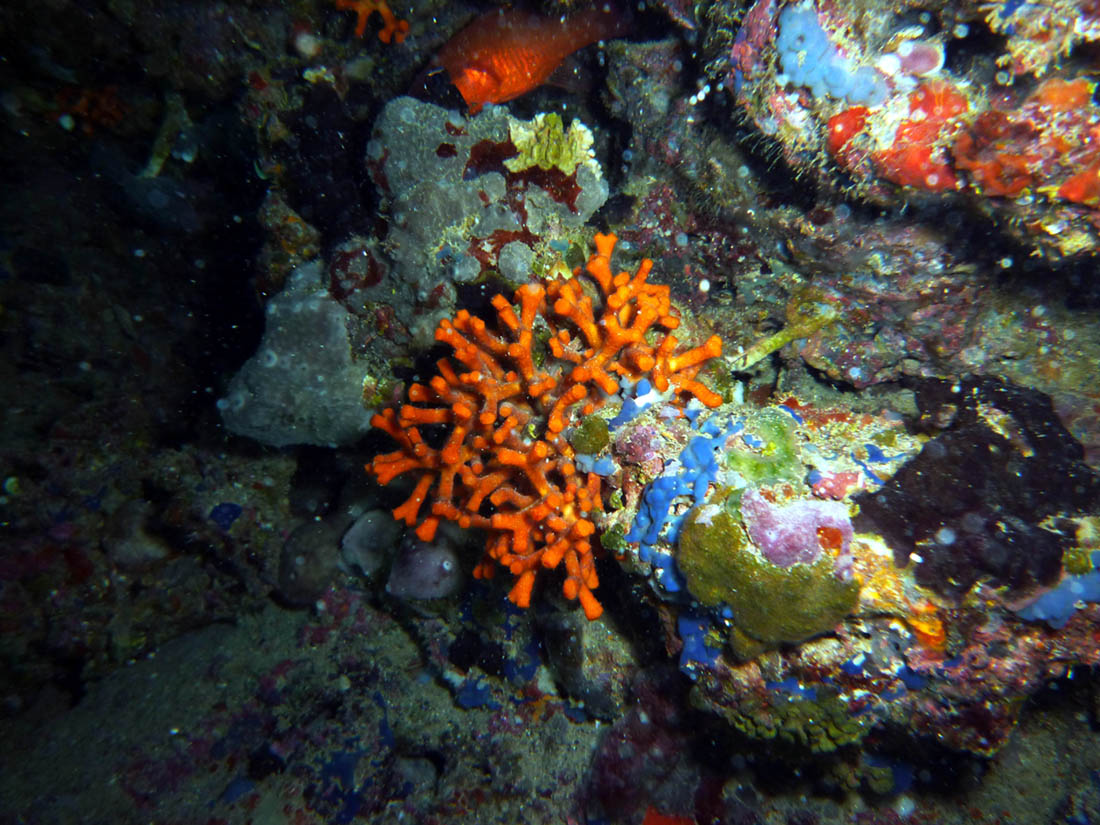
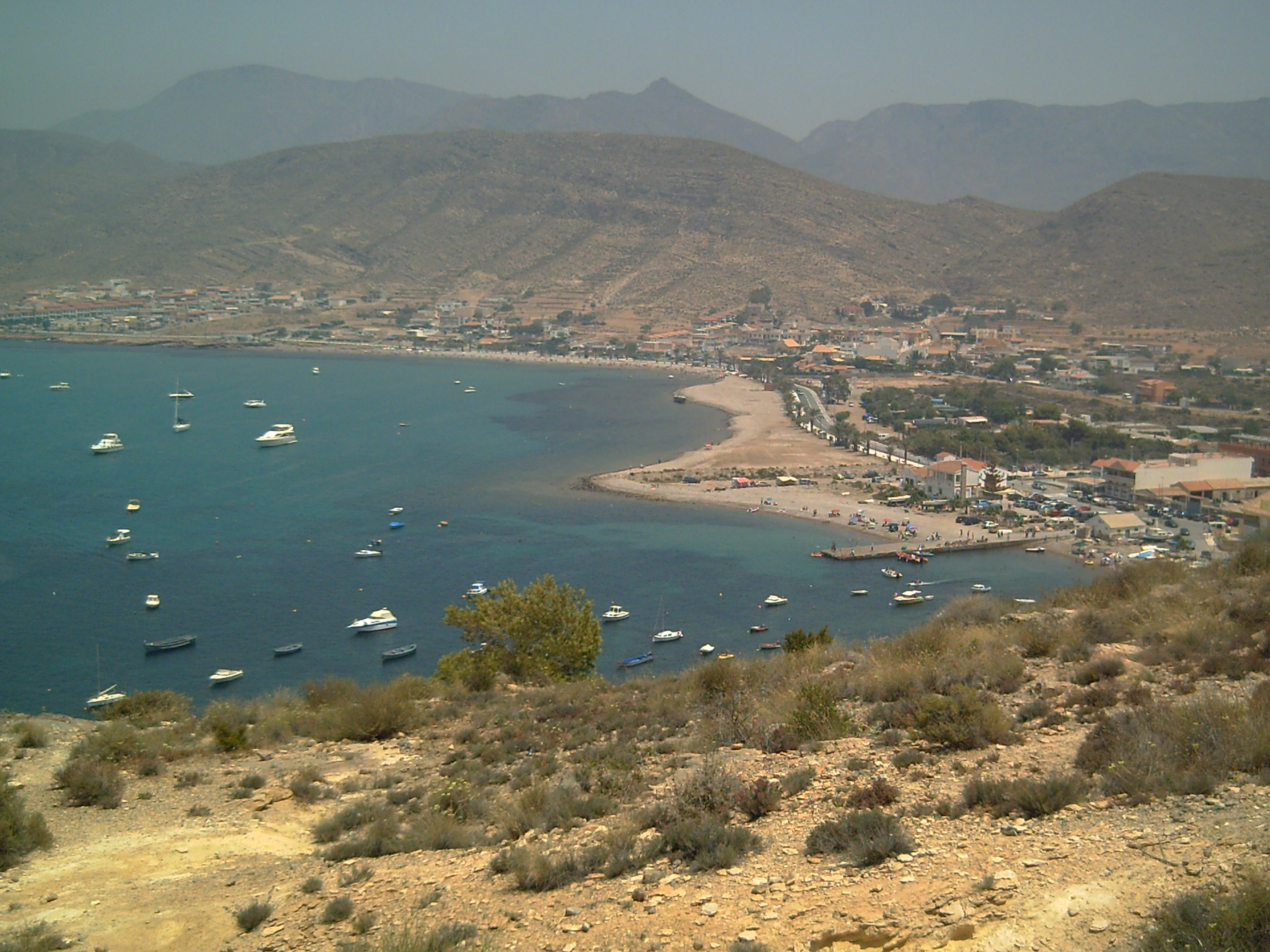
La Azohia.